# Calendario javanés
El calendario javanés está vigente en Java junto con el gregoriano y el islámico. Aunque ha caído en desuso, aún se utiliza para un gran número de ceremonias tradicionales. Fue creado por el sultán Agung de Mataram en el año 1633. Toma su origen en la misma fecha que el calendario hindú, pero utiliza el mismo año lunar que el calendario islámico.
Desde su origen, combina un sincretismo de hinduismo javanés, islamismo y elementos indígenas javaneses. El calendario javanés tiene dos ciclos de tiempo. Uno de ellos, indígena, es denominado pawukon y tiene 240 días, mientras que el otro, islamista, tiene 354.
Los días de la semana en javanés son (de domingo a lunes, respectivamente): Minggu, Senin, Selasa, Rebo, Kemis, Jumuwah, Sabtu.